# Кеопс
Кеопс (алт. Хеопс, оригинално име: Куфу, грч. Χέωψ) је био други фараон четврте династије старог Египта. Владао је од око 2589. до око 2566 године п. н. е. О овом фараону се мало зна, а познат је првенствено по велелепној гробници, Кеопсовој пирамиди. Кеопс је главна личност „Весткар папируса“, најпознатијег дела древне египатске књижевности.
Био је син фараона Снефруа (ова теза је непотврђена) и краљице Хетеферес I, чија је гробница опљачкана још за Кеопсовог живота. Познато је да је водио успешне војне походе на Синај, у Нубију и Либију. Имао је неколико синова, од којих га је наследио Ђедафра, и неколико кћери од којих је најпознатија будућа краљица Хетеферес II. У Египатском музеју у Каиру налази се мали кип Кеопса висок 4 cm.
Кеопсова пирамида је највећа пирамида из периода Старог краљевства и највећа пирамида на свету. Изграђена је између 2570. и 2550. п. н. е. Састоји се од око 2,5 милиона камених блокова.

## Биографија
Кеопс је био син краља Снефруа и краљице Хетеферес I. За разлику од свог оца Кеопс је био упамћен као окрутан и безобзиран фараон у каснијој традицији. Кеопс је имао неколико синова од којих је један - Ђедафра - постао његов непосредни наследник. Имао је кћи краљицу Хетеферес II.
Генерално се сматра да је Кеопс дошао на престо у двадесетим годинама живота, те владао око 23 година, што је број који му приписује Торински папирус. Остали извори из много каснијих периода сугеришу много дужу владавину: Манетхон му даје 65 година, а Херодот тврди да је владао 50 година. Од 2000. година два датума су пронађена која припадају његовој владавини. Натпис који спомиње његову највишу владарску годину, „Годину 17. по рачунању Кеопса“, први пут споменуту од Флиндерса Петриеја у његовој књизи из 1883. године а касније игнорисан од стране историчара, је поновно пронашао Захи Хавас године 2001. у једној од помоћних комора краљеве пирамиде. Након тога је године 2003. „Година након 13. пребројавања стоке“ од Кеопса пронађена на каменом натпису у оази Дакхла у Сахари.
Започео је изградњу пирамиде у Гизи, прве која је саграђена у тој области. Према доказима из натписа, такође је вероватно да је водио војне походе на Синај, Нубију и Либију.
Папирус Весткар, који је написан давно после његове владавине, тј. за време Средњег египатског краљевтсва или касније, говори како су краљу причали магичне приче његови синови Кафра и Ђедафра. Ова прича показује Кеопса као опаког и окрутног, и коначно спреченог у покушајима да династију очува након његова два сина. Био тај циклус прича веродостојан или не, Кеопсова негативна репутација је трајала барем до времена Херодота, којему су причали нове приче о краљевој окрутности према народу и породици како би себи саградио пирамиду. Оно што се зна јест да је његов погребни култ трајао све до 26. династије, односно последње домаће египатске династије, скоро 2.000 година након његове смрти.

## Погребни споменици
Само један минијатурни кип приказује лик фараона. С обзиром да му се приписује изградња највеће зграде древног доба, иронија је у томе да то представља не само једину позитивно идентификовану краљевску скулптуру, него је реч о најмањој икада пронађеној : 7,6 cm (3 инча) високом кипу од слоноваче који носи његово име. Није пронађен у Гизи, него у храму у Абидосу за време ископавања Флиндерса Питрија године 1903. Овај комад најпре је пронађен без главе, али с именом фараона. Схвативши важност овог открића, Питри је зауставио сва даља ископавања на налазишту док није пронађена и глава три недеље касније, након интензивног претраживања песка у подручју где је био пронађен труп. Овај комад се сада налази у Египатском музеју у Каиру.
Нешто касније су још две статуе приписане Кеопсу, углавном на темељу стилистичких сличности комаду кога је био пронашао Питри. Један је колосална глава краља који носи белу круну Горњег Египта, направљена од црвеног гранита, а сада се налази у Бруклинском музеју; друга је фрагментарна минијатурна глава од кречњака, која такође носи белу круну Горњег Египта, а која се може наћи у Националној колекцији египатске уметности у Минхену.
Празан саркофаг је пронађен унутар Краљеве коморе у пирамиди, али је нејасно да ли је Кеопс икада у њој сахрањен. Његова мумија никада није пронађена.
Док су се пре Кеопса пирамиде градиле само за владајуће фараоне, у његовој владавини је саграђено неколико мањих пирамида за које се верује да су биле намењене другим члановима краљевског двора, односно да је требало да буду краљевско гробље. За три мање пирамиде источно од Кеопсове се сматра да припадају двема његовим женама, а трећа је приписана Кеопсовој мајци Хетеферес I, чија су гробна добра пронађена релативно нетакнута у оближњем гробу. Низ мастаба је саграђен у близини малих пирамида, исто као што су гробови пронађени на овом „гробљу“. Гробови најближи Кеопсовом су припадали принчевима Кавабу и Куфухафу и њиховим супругама. Након њих су најближи гробови принца Минкхафа и краљице Хетеферес II, те Мересанка II и Мересанка III. Када је највећи од тих гробова (Гроб G7510) ископан године 1927, открило се да садржи бисту принца Анкхафа, која се данас може видети у бостонском музеју лепе уметности.